# Limba thailandeză
Limba thailandeză (în thailandeză ภาษาไทย, transliterat phasa thai, însemnând „limba thailandezilor”), este limba națională și oficială a Thailandei și limba maternă a poporului thailandez, grupul etnic dominant din Thailanda. Limba thailandeză este membră a grupului de limbi thai din familia thai-kadai. Se presupune că familia de limbi thai-kadai își are originea în sudul Chinei, iar unii lingviști au propus legături cu familiile de limbi australoasiatice, austroneziene sau sino-tibetane. Este o limbă tonală și analitică. Combinația de tonuri, o ortografie complexă, semne relaționale și o fonologie distinctivă poate face dificilă învățarea limbii thailandeze pentru vorbitorii de limbi complet diferite și fără legătură cu thailandeza.

## Limbi și dialecte
Limba tailandeză standard, cunoscută și ca tailandeza centrală sau siameză, este limba oficială a Tailandei, vorbită de aproape 25 de milioane de oameni (1990), inclusiv vorbitorii de limbă thailandeză din Bangkok (acesta fiind considerat un dialect separat). Tailandeza khorat este vorbită de aproape 400.000 de oameni (1984) în Nakhon Ratchasima; ocupă o poziție lingvistică între tailandeza centrală și isan și poate fi considerată o variantă sau dialect al oricăreia dintre acestea.
Pe lângă tailandeza standard, în Tailanda se vorbesc alte câteva limbi tailandeză, incluzând:
- Isan (tailandeza de nord-est), limba regiunii Isan a Tailandei, considerată de unii a fi un dialect al limbii laoțiene, cu care se aseamănă mult. Este vorbită de 15 milioane de oameni (1983).
- Lü (Tai Lue, Dai), vorbită de aproape 78.000 (1993) in nordul Tailandei.
- Tailandeza de nord (Lanna, Kam Mueang sau Tai Zuan), vorbită de aproape 6 milioane (1983).
- Phuan, vorbită de un număr necunoscut de oameni în centrul Tailandei și Isan.
- Phu Thai, vorbită de aproape 156.000 în jurul provinciei Nakhon Phanom (1993).
- Shan (Thai Luang, Tai Long), vorbită de aproape 56.000 în nord-vestul Tailandei (1993).
- Song, vorbită de aproape 20.000 până la 30.000 în centrul și nordul Tailandei (1982).
- Tailandeza de sud (Pak Dtai sau Dambro), vorbită de aproape 5 milioane (1990).
- Tai Darm, vorbită de aproape 20.000 (1991) în Isan și provincia Saraburi.

Multe dintre aceste limbi sunt vorbite de un număr mai mare în afara Tailandei. Majoritatea vorbitorilor de dialecte și limbi minoritare vorbesc și tailandeza standard.
Limba standard este compusă din câteva registre distincte, forme distincte pentru diverse contexte sociale:
- Tailandeza de stradă: informală, fără adresări și termeni politicoși, folosită între rude apropiate și prieteni. (ภาษาพูด)
- Tailandeza elegantă: versiunea oficială și scrisă, include termeni și adresări respectuose; folosită în formă simplificată în ziare.(ภาษาเขียน)
- Tailandeza retorică folosită în discursurile publice.
- Tailandeza sacră.
- Tailandeza regală. (ราชาศัพท์)

Tailandezii mai puțin educați pot vorbi numai la primul nivel. Puțini pot vorbi formele sacră și regală.

## Scrisul
Alfabetul tailandez derivă din alfabetul khmer (อักขระเขมร), care este modelat după scrisul brahmic din familia indică. Asemănător cum birmanezii au adoptat scrisul mon (care de asemenea are origini indice), tailandezii au adoptat și modificat scrierea khmer pentru a crea propriul lor sistem de scriere. În timp ce cel mai vechi înscris în limba khmer datează din anul 611, inscripțiile în tailandeză încep să apară în jurul anului 1292; de notat proprietățile acesteia:
1.	este o scriere abugida, în care vocala implicită este un a scurt pentru consoanele singulare și un o scurt pentru consoanele inițiale sau grup este urmată de o altă consoană.
2.	semnele tonale sunt plasate deasupra consoanelor inițiale ale silabelor sau pe ultima consoană a grupului inițial de consoane.
3.	vocalele asociate cu consoane sunt nesecvențiale: pot fi localizate înainte, după sau sub consoanele asociate, sau într-o combinație între aceste poziții.
Aceasta din urmă creează probleme la codarea și redarea pe computer.
Nu există un standard universal pentru transcrierea din tailandeză în limbile europene. De exemplu, numele regelui Rama al IX-lea, actualul monarh, este transcris diferit ca Bhumibol, Phumiphon sau multe alte versiuni. Ghidurile și dicționarele pot fiecare să folosească diferite sisteme. Din acest motiv, multe cursuri de limbă recomandă învățarea alfabetului tailandez. În procesul de învățare, elevii francezi au tendința să romanizeze tailandeza cu o transcriere literă cu literă în concordanță cu valoarea sanscrită originală a caracterelor. Anglofonii preferă în general ori o redare fonetică simplificată ori o oarecare variație a alfabetului fonetic internațional. Acest articol folosește un sistem IPA simplificat care nu indică lungimea tonului sau a vocalelor.
Institutul regal tailandez publică seturi de reguli pentru transcrierea cuvintelor tailandeze în alfabetul roman și invers, însă acestea sunt departe de a putea fi aplicate în toate cazurile.
ISO a publicat un standard internațional pentru transcrierea alfabetului tailandez în cel roman în septembrie 2003.

## Gramatica
Din perspectiva topologiei lingvistice, tailandeza poate fi considerată o limbă analitică. Ordinea cuvintelor este subiect-verb-obiect, iar câteodată subiectul este omis. Ca în multe limbi asiatice, sistemul pronomial tailandez variază în concordanță cu sexul și gradul de rudenie al vorbitorului cu audiența.

## Adjectivele
Adjectivele urmează substantivul. Adjectivul duplicat este folosit pentru a scoate în evidență, de exemplu คนอ้วนๆ (khon uan uan, IPA [kʰon uɑn uɑn])- “o persoană intr-adevăr grasă”.
Adjectivele comparative iau forma "A X กว่า (kwa, IPA [kwaː]) B" (A este mai X decât B). Superlativul se exprimă ca A X ที่สุด (thisut, IPA [tʰiːsut]).

## Verbul
Verbele nu își schimbă forma cu persoana, timpul, vocea, starea sau numărul, nici nu există vreun perticipiu. Duplicarea conduce la idea de a accentua verbul în sensul de mai mult. Diateza pasivă este indicată de inserarea lui โดน (don, IPA [doːn])) sau ถูก (thuk, IPA [tʰuːk])) înaintea verbului. Timpul este marcat de semnele de timp înainte sau după verb: กำลัง (kamlang, IPA [kɑmlɑŋ]) înaintea verbului pentru o acțiune în desfășurare sau อยู่ (yuu, IPA [juː]) după verb pentru prezent; จะ (cha, IPA [tɕaʔ]) înaintea verbului pentru viitor; ได้ (dai, IPA [dɑːj]) înaintea verbului pentru trecut.

## Adverbele
Multe adverbe sunt la fel ca și adjective. Intensitatea poate fi exprimată prin dublarea adjectivului. Adverbele de obicei urmează verbului.

## Substantivele
Substantivele nu se acordă și nu au gen, nu au forme de plural sau articole. Pluralul este exprimat prin adăugarea “substantivelor de multitudine” (ลักษณนาม) sau clasificatorilor sub forma substantiv-număr-clasificator , de exemplu “profesor cinci persoană” pentru “cinci profesori”.

## Pronumele
Pronumele sunt deseori omise, în timp ce poreclele sunt deseori folosite unde în română folosim pronumele. Existe pronume specializate în tailandeza sacră și regală. Următoarele sunt recomandate pentru uzul conversațional:
| cuvânt | RTGS       | IPA          | înteles                                                                                        |
| ------ | ---------- | ------------ | ---------------------------------------------------------------------------------------------- |
| ผม     | phom       | [pʰǒm]       | eu/mie (masculin)                                                                              |
| ดิฉัน    | dichan     | [dìːtɕʰɑ́n]   | eu/mie (feminin)                                                                               |
| ฉัน     | chan       | [tɕʰɑ́n]      | eu/mie (masculin sau feminin; informal)                                                        |
| คุณ     | khun       | [kʰun]       | tu (politețe)                                                                                  |
| เธอ    | thoe       | [tʰɤː]       | tu(informal)                                                                                   |
| เรา    | rao        | [raw]        | noi                                                                                            |
| เขา    | khao       | [kʰǎw]       | el/ea                                                                                          |
| มัน     | man        | [mɑn]        | el (lucru)                                                                                     |
| พวกเขา | phuak-khao | [pʰûɑk kʰǎw] | ei                                                                                             |
| พี่      | phi        | [pʰîː]       | frate sau soră mai mare (folosit des liber pentru persoane mai în vârstă fără grad de rudenie) |
| น้อง    | nong       | [nɔ́ːŋ]       | frate sau soră mai mică (folosit des liber pentru personae mai în tinere fără grad de rudenie) |

## Particulele
Acestea sunt de regulă cuvinte netraductibile adăugate la sfârșitul propoziției pentru a indica respectul, cererea, încurajarea sau alte stări. Acestea nu sunt utilizate în tailandeza scrisă. Cele mai frecvente particule care indică respectul sunt ครับ (khrap, IPA [kɔrɑp] cu tonalitate ascendentă, sunetul “r” fiind de obicei omis) pentru bărbați și (kha, IPA [kɔa] cu tonalitate descendentă) pentru femei; acestea pot fi utilizate de asemenea pentru a indica o afirmație.
Alte particule folosite sunt:
| cuvânt        | RTGS | IPA    | înțeles                              |
| ------------- | ---- | ------ | ------------------------------------ |
| จ๊ะ            | cha  | [tɕaʔ] | indică o cerere                      |
| จ้ะ, จ้า sau จ๋า | cha  | [tɕaː] | indică o accentuare                  |
| ละ sau ล่ะ     | la   | [laʔ]  | indică o accentuare                  |
| สิ             | si   | [siʔ]  | indică o accentuare sau un imperativ |
| นะ            | na   | [naʔ]  | indică o cerere                      |

## Tonuri
Notă: această pagină conține simboluri fonetice IPA în Unicode.
Există cinci tonuri fonetice: mediu, jos, înalt, ascendent și descendent. Ele sunt indicate în scris printr-o combinație a clasei consoanei inițiale (înaltă, joasă sau medie), lungimea vocalei (lungă sau scurtă), consoana finală și câteodată unul din cele patru semne tonale. Regulile tonale se pot vedea în tabelul următor:
| tonul silabei    | tonul silabei                         | consoana inițială | consoana inițială | consoana inițială |
| semn tonal       | compoziția silabei                    | clasă înaltă      | clasă medie       | clasă joasă       |
| ---------------- | ------------------------------------- | ----------------- | ----------------- | ----------------- |
| fără             | vocală lungă sau vocală plus sonorant | ascendent         | mediu             | mediu             |
| fără             | vocală lungă plus ploziv              | jos               | jos               | descendent        |
| fără             | vocală finală scurtă sau plus ploziv  | jos               | jos               | înalt             |
| mai ek (–่)       | oricare                               | jos               | jos               | descendent        |
| mai tho (–้)      | oricare                               | descendent        | descendent        | înalt             |
| mai tri (–๊)      | oricare                               | înalt             | înalt             | înalt             |
| mai chattawa (–๋) | oricare                               | ascendent         | ascendent         | ascendent         |

Literele ห (clasă înaltă) și câteodată อ (clasă joasă) sunt folosite ca litere tăcute înaintea altei consoane pentru a produce tonul correct. În cuvintele polisilabice, o consoană inițială de clasă înaltă cu o vocală implicită face ca silaba ce urmează să fie de asemenea de clasă înaltă.
Sunt câteva excepții ale acestui sistem, în special pronumele chan și khao, care sunt ambele pronunțate mai degrabă cu tonalitate înaltă decăt cutonalitate crescătoare indicată de semnul scris.

## Consoanele
Limba tailandeză se distinge prin trei tipuri de consoane în funcție de felul aspirării pronunției:
1. surde, neaspirate
2. surde, aspirate
3. sonore, neaspirate

În tabelul următor, în fiecare căsuță prima linie indică alfabetul fonetic internațional (IPA), a doua indică caracterul tailandez în poziția inițială (mai multe litere ca apar în aceeași căsuță au pronunție identică).
|                    | Bilabial | Bilabial     | Bilabial | Labio- dental | Alveolar      | Alveolar       | Alveolar    | Post- alveolar | Post- alveolar  | Palatal   | Velar   | Velar            | Velar   | Glotal    |
| ------------------ | -------- | ------------ | -------- | ------------- | ------------- | -------------- | ----------- | -------------- | --------------- | --------- | ------- | ---------------- | ------- | --------- |
| Plosive            | [ p ] ป  | [ pʰ ] ผ,พ,ภ | [ b ] บ  |               | [ t ] ฏ,ต     | [ tʰ ] ฐ,ฒ,ท,ธ | [ d ] ฎ,ฑ,ด |                |                 |           | [ k ] ก | [ kʰ ] ข,ฃ,ค,ฅ,ฆ |         | [ ʔ ] *   |
| Nasal              |          |              | [ m ] ม  |               |               |                | [ n ] ณ,น   |                |                 |           |         |                  | [ ŋ ] ง |           |
| Fricative          |          |              |          | [ f ] ฝ,ฟ     | [ s ] ซ,ศ,ษ,ส |                |             |                |                 |           |         |                  |         | [ h ] ห,ฮ |
| Africate           |          |              |          |               |               |                |             | [ tɕ ] จ       | [ tɕʰ ] ฉ, ช, ฌ |           |         |                  |         |           |
| Tril               |          |              |          |               |               |                | [ r ] ร     |                |                 |           |         |                  |         |           |
| Aproximant         |          |              |          |               |               |                |             |                |                 | [ j ] ญ,ย |         |                  | [ w ] ว |           |
| Aproximant lateral |          |              |          |               |               |                | [ l ] ล,ฬ   |                |                 |           |         |                  |         |           |

## Vocalele
Vocalelel de bază în limba tailandeză se găsesc în tabelul următor, în fiecare celulă avem deasupra simbolul IPA, în linia a doua pronunția în alfabetul tailandez, unde linia orizontală (–) indică poziția consoanei inițiale după care este pronunțată vocala. O a doua linie indica faptul că o consoană finală trebuie sa urmeze.
|              | anterioară  | centrală      | posterioară  |
| ------------ | ----------- | ------------- | ------------ |
| închisă      | i (–ี, –ิ)    | ɯ (–ื, –ึ)      | u (–ู, –ุ)     |
| semiînchisă  | e (เ–, เ–ะ) | ɤ (เ–ิ –, เ–ิอ) | o (โ–, โ–ะ)  |
| semideschisă | ɛ (แ–, แ–ะ) |               | ɔ (–อ, เ–าะ) |
| deschisă     | a (–า, –ะ)  |               | ɑ (–ั, รร)    |

Fiecare vocală există în perechi lungi sau scurte: acestea sunt foneme ce formează cuvinte neînrudite în tailandeză, dar de obicei scrise la fel: เขา (khao) înseamnă el sau ea, în timp ce ขาว (khao) înseamnă alb.
Vocalele de bază se pot combina în diftongi:
În plus, există trei triftongi, toți fiind lungi:
Ca un ghid al vocalelor scrise, vedeți pagina “Alfabetul tailandez”.

## Vocabular
Cu excepția cuvintelor compuse și a cuvintelor de origine străină, majoritatea cuvintelor sunt monosilabice. Din punct de vedere istoric, cuvintele, în cele mai multe cazuri au fost importate din sanscrită și pali; terminologia budistă a fost o bogată sursă de inspirație. De la începutul secolului al XX-lea, limba engleză a avut o mare influență.
Tailanda folosește de asemenea ceasul cu șase ore distinctive în loc de 24.